# Riego

Métodos de riego habituales.

Porcentaje de tierra agrícola que se riega
El porcentaje de la superficie total de tierras agrícolas que se riega (es decir, se proporciona agua a propósito), incluidas las tierras regadas por inundación controlada. La tierra agrícola es la combinación de tierras de cultivo (cultivables) y de pastoreo.

El riego consiste en aportar agua a los cultivos por medio del suelo para satisfacer sus necesidades hídricas que no fueron cubiertos mediante la precipitación, o bien para incrementar la producción agrícola al transformar zonas de agricultura de secano en zonas de regadío. Se utiliza en la agricultura y en la jardinería.

## La agricultura de riego
La agricultura de riego o agricultura de regadío consiste en el suministro de las necesarias cantidades de agua a los cultivos mediante diversos métodos artificiales de riego. Este tipo de agricultura requiere inversiones de capital y una cuidada infraestructura hídrica: canales, acueductos, aspersores, estanques, etc., que exigen, a su vez, un desarrollo técnico avanzado. Entre los cultivos habituales de regadío destacan los frutales, el arroz, las hortalizas y la remolacha.
El recurso agua es imprescindible para la producción de cultivos de su disponibilidad depende la formación de nueva biomasa vegetal. En cultivos como tomate y lechuga los contenidos de agua en el interior de la planta superan el 90 %. Es claro que el agua es pieza clave para producir más alimentos, pero también es claro que hoy en día constituye un recurso cada vez más escaso. Para ejemplificar el consumo de agua en la agricultura supongamos la meta de producción de un trigo de 5 ton/ha, donde se necesitan alrededor de 500 L de agua para producir 1 kg de materia seca; esto resulta en un consumo de 2500 m³ de agua/ha para producir dicho rendimiento.

## Métodos

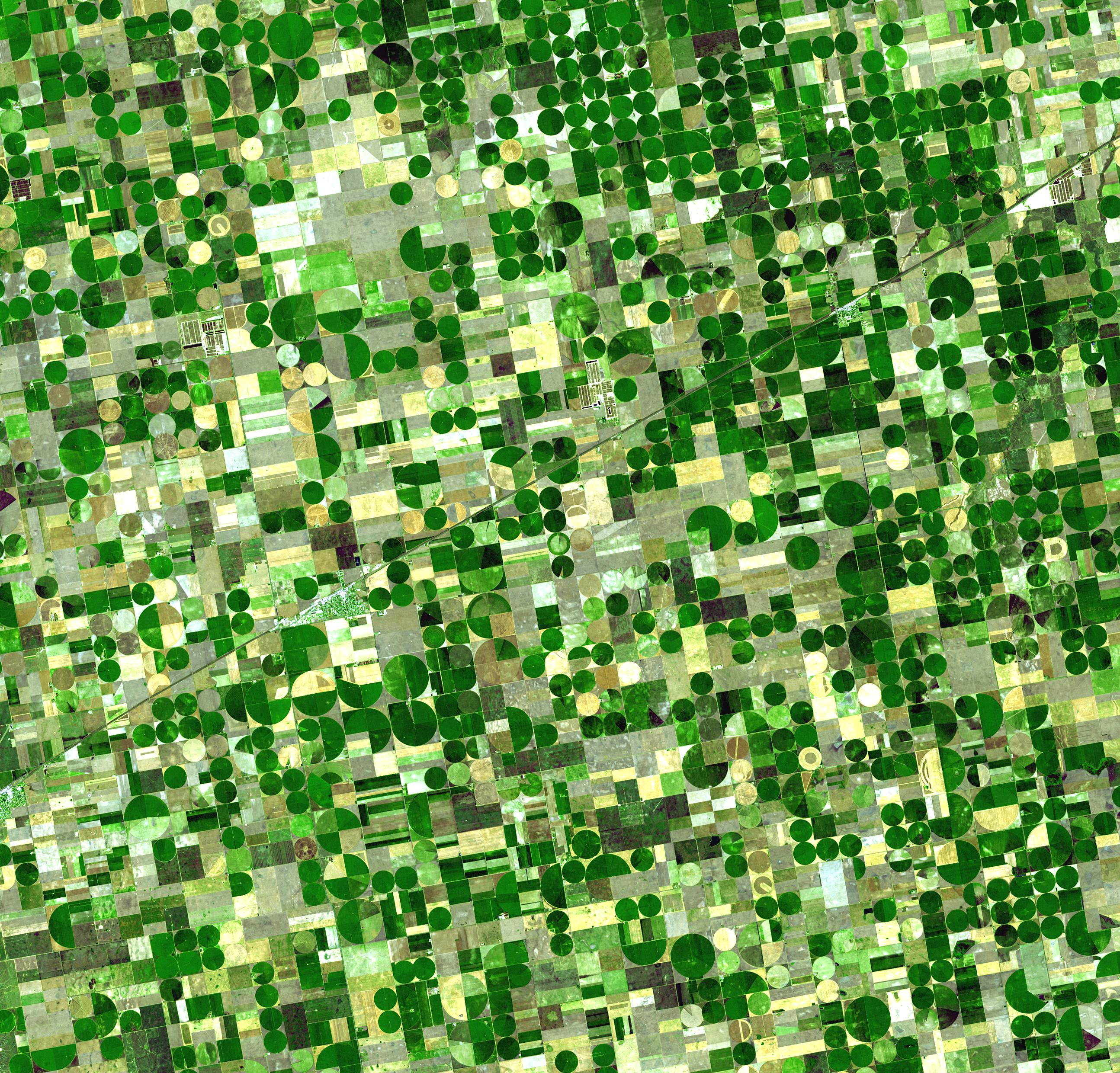
Imagen satelital de plantaciones de cereal, principalmente maíz, en Kansas, Estados Unidos. La forma circular de las mismas se debe al proceso de irrigación empleado. Los círculos tienen entre 800 y 1600 m de diámetro (entre media y una milla cuadrada, aproximadamente).

Los sistemas de riego pueden incluir los siguientes equipos e infraestructura:
- embalses (con represa) o reservorios;
- balsas;
- obras de toma o derivación (presas derivadoras, etc.);
- pozos, estaciones de bombeo, acueductos y tuberías para transportar el agua (incluyendo el drenaje);
- sistemas de distribución de riego: canales a lámina abierta, entubamiento de canal y redes de distribución presurizada.

A partir de esas infraestructuras, los métodos más comunes de riego son:
- Por arroyamiento o surcos.
- Por inundación o sumersión, generalmente, en terrazas o tablones aplanados entre dos caballones.
- Por aspersión. El riego por aspersión rocía el agua en gotas por la superficie de la tierra, asemejándose al efecto de la lluvia.
- Por infiltración o canales.
- Por goteo o riego localizado. El riego por goteo libera gotas o un chorro fino, a través de los agujeros de una tubería plástica que se coloca sobre o debajo de la superficie de la tierra.
- Por drenaje.

El método principal de entrega de agua al campo (para cerca del 95 % de los proyectos en todo el mundo) es el riego por inundación o de surco.[cita requerida] Otros sistemas emplean aspersores y riego por goteo. Aunque sean técnicas relativamente nuevas, que requieren una inversión inicial más grande y manejo más intensivo que el riego de superficie, el riego por aspersión y el de goteo suponen una mejora importante en la eficiencia del uso del agua, y reducen los problemas relacionados con el regadío

### Tradicional

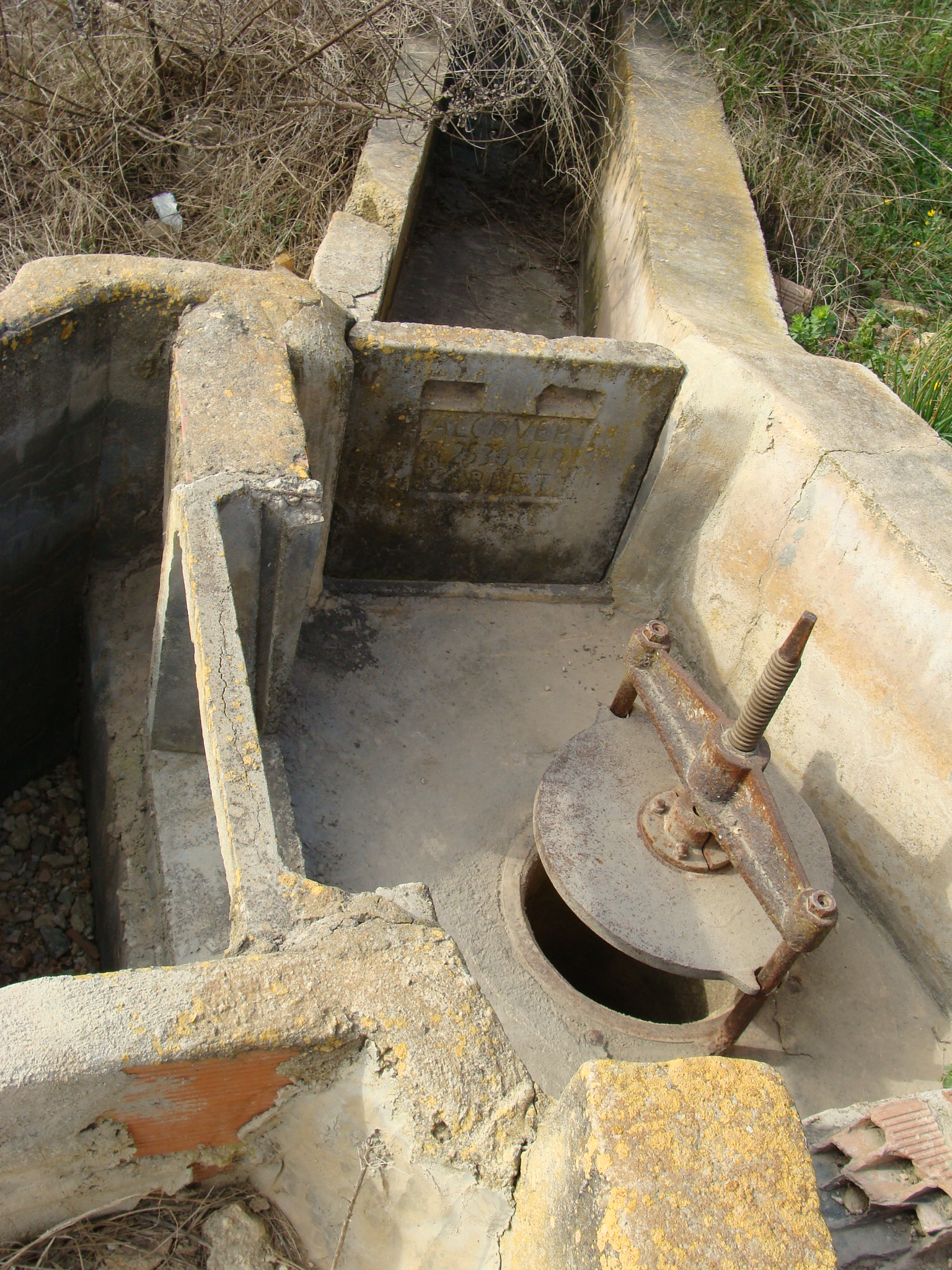
Sistema de riego abandonado, con acueductos y compuertas para la distribución. El agua venía por tuberías desde un motor que bombeaba el agua desde un pozo situado a un km de distancia. Sustituido a fines del siglo XX por el bombeo a un embalse que distribuye el agua con el sistema de riego por goteo, en Catadau y Carlet, Valencia.

Se construyen canales por los que se lleva el agua y canalillos que la distribuyen por las zonas agrícolas. En sus puntos terminales, los canalillos llegan a las arquetas, que tienen un portillo, que al estar abierto permite la salida del agua.
Este antiguo modo de regar, mediante canales por los que se lleva el agua y canalillos que la distribuyen por las zonas agrícolas, va cayendo en desuso en el mundo desarrollado, fomentándose por las administraciones públicas el cambio a otros sistemas.

### Nuevos sistemas

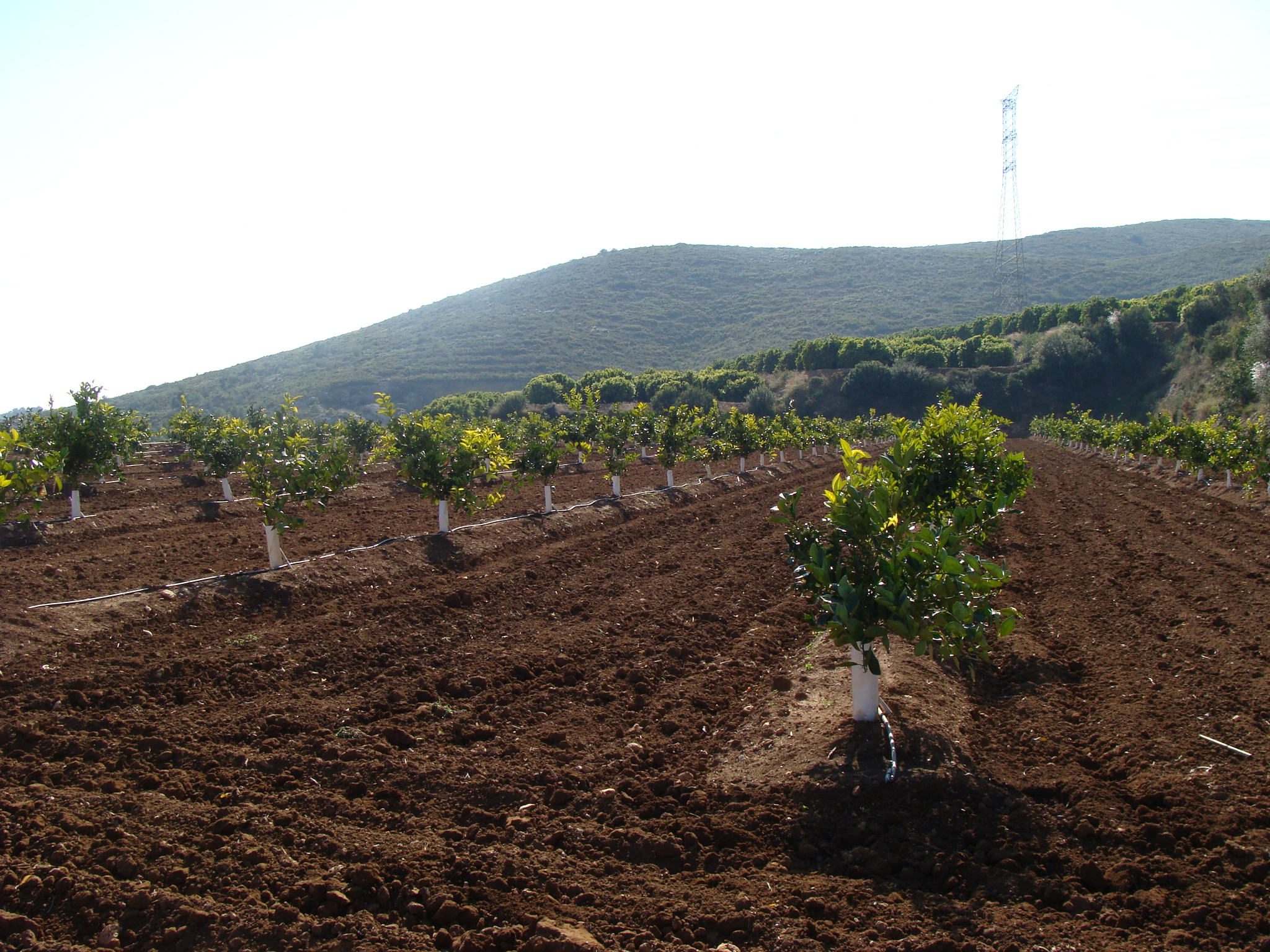
Parcela de naranjos jóvenes que combina el sistema tradicional de riego con el sistema por goteo, con el fin de optimizar los beneficios en cuanto al crecimiento de la plantación, y otros.

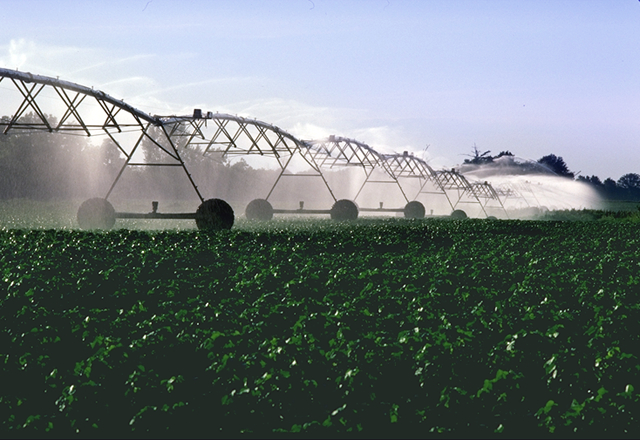
Riego en un cultivo de algodón.

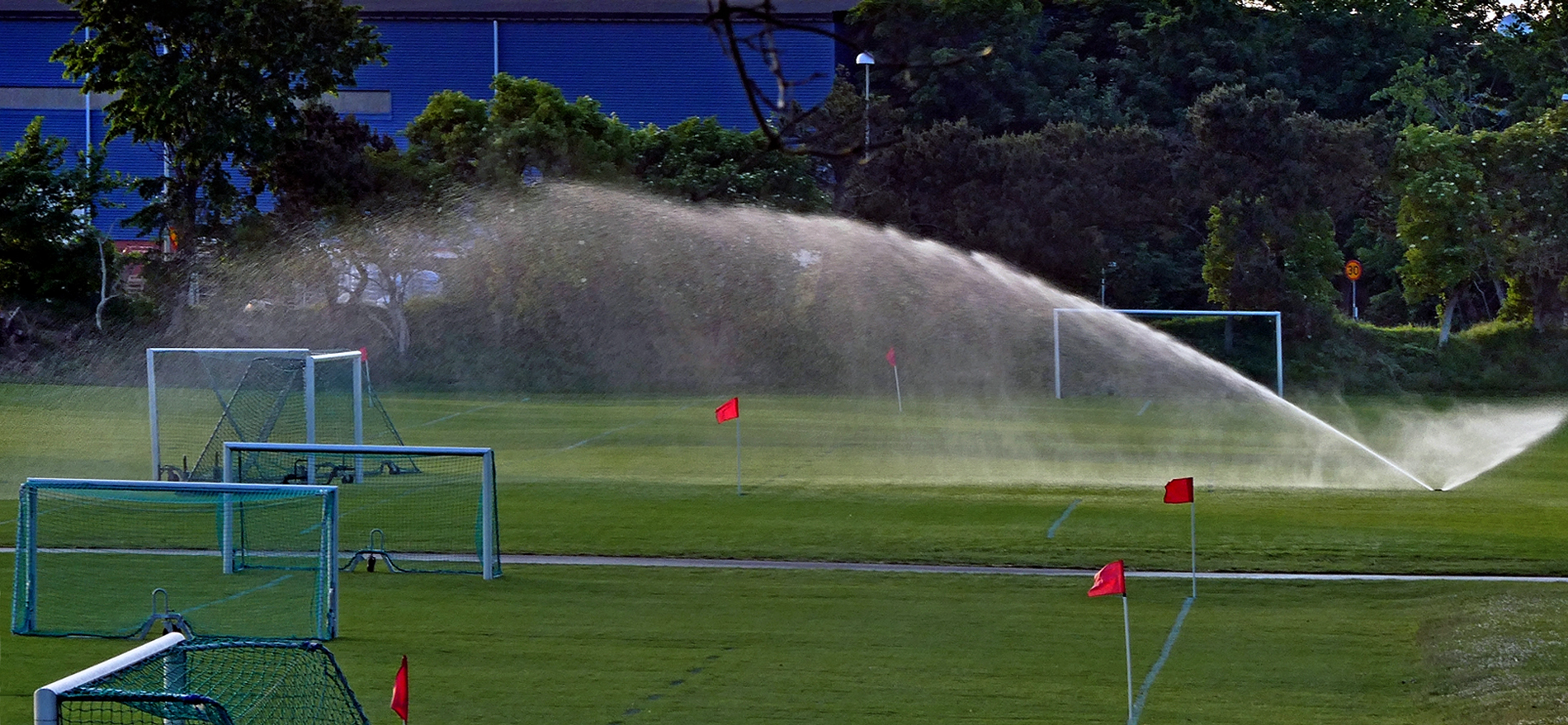
Riego de cancha de fútbol en Ystad 2020.

Actualmente, se utiliza el riego por aspersión o el riego por goteo, tratados con sistemas informatizados que regulan la cuantía, la humedad ambiente y la fertilización del suelo. El sistema gota a gota es muy apropiado para los lugares donde hay escasez de agua.
Para implantar un sistema eficiente de riego deben ser consideradas cuidadosamente las relaciones Agua-planta y Agua-suelo.
El proyecto ENORASIS ha desarrollado el sistema de riego ENORASIS DSS que permite aumentar significativamente la rentabilidad de muchos cultivos. Ejemplo de ello son el cultivo de manzanas y cerezas en Serbia que pasaron de un ingreso de 50275 (Euro/ha) a un ingreso de 52880 (Euro/ha) al aplicar dicho sistema de riego.
También existe el riego textil exudante, creado en la década de los 80 por el enólogo francés René Petit, quien concluyó que los actuales sistemas de riego presentaban serias limitaciones e inconvenientes debido a su diseño y que eran restringidos por el material usado en su fabricación. Creó entonces, un tubo textil y poroso donde el agua se aplicaba al suelo a través de los poros de la pared del tubo textil, formando una línea continua y uniforme de humedad en toda la longitud del tubo poroso.

#### Características
Características del sistema de riego:
- Ahorro de agua, entre 50 a 60 %, dependiendo del sistema utilizado.
- Menos problemas de obturación debida a las sales disueltas y a las partículas sólidas en suspensión presentes en todas las aguas de riego.
- Resistencia a la tracción y al desgarro, de larga duración, manejable y fácil de instalar.
- Riego uniforme, variando el caudal con la presión, y puede ser instalado en superficie o enterrado. Riego ideal para cultivos en línea y también en jardinería.
- Se puede regar a sólo 0,2 bar de presión con el consiguiente ahorro de energía, permitiendo regar por gravedad.
- Resistente a la radiación ultravioleta, a la intemperie y a los productos químicos normalmente utilizados en agricultura y jardinería.
- Bajo coste de mano de obra. Actualmente, aún siguen funcionando las primeras instalaciones.

### Riego localizado
Una manera moderna de regar es la utilización de los métodos de riego por goteo y microaspersión (riego localizado), que consiste en la aplicación del agua al suelo en forma localizada, es decir, sólo se moja una zona restringida del volumen radicular. Estos métodos son apropiados para zonas donde el agua es escasa, ya que su aplicación se hace en pequeñas dosis y de manera frecuente, consiguiendo con esto un mejor control de la aplicación del agua y algunos otros beneficios agronómicos. En cambio, es el sistema que requiere mayor inversión inicial.
El riego localizado se empezó a ensayar en Alemania en 1860 y en Estados Unidos en 1918, mediante tuberías porosas o perforadas enterradas. El sistema resultó caro por el tipo de tuberías que se empleaban y presentaba problemas de obstrucción, porque las raíces de las plantas acababan taponando las salidas.
Puede afirmarse que el riego localizado tal como se conoce en la actualidad, empezó en Inglaterra, después de la Segunda Guerra Mundial, en invernaderos, semilleros y jardinería, utilizándose microtubos como emisores.
Sin embargo, es en la década de los sesenta, en Israel, cuando se inicia su expansión, tras el perfeccionamiento de las técnicas de extrusión e inyección de los plásticos (ref. Medina, 1979).
Así, Israel fue uno de los países pioneros en la investigación y desarrollo de este tipo de riegos para sus zonas áridas, semiáridas y desérticas. Simultáneamente se investigó en Italia, Inglaterra, Francia y los Estados Unidos, llegándose a buenos resultados, saltando de la etapa experimental a la fase de expansión agrícola(ref. Rodríguez, 1982).
El riego localizado supone una mejora tecnológica importante, que contribuirá por tanto a una mayor productividad. Implica un cambio profundo dentro de los sistemas de aplicación de agua al suelo que incidirá también en las prácticas culturales a realizar, hasta el punto que puede considerarse como una nueva técnica de producción agrícola.

#### Características
Sus características principales son:
- El agua se aplica al suelo desde una fuente que puede considerarse puntual, se infiltra en el terreno y se mueve en dirección horizontal y vertical. En esto difiere sustancialmente del riego tradicional en el que predominan las fuerzas de gravedad y por tanto el movimiento vertical.
- No se moja todo el suelo, sino solamente una parte del mismo, que varía con las características del suelo, el caudal del emisor y el tiempo de aplicación. En esta parte húmeda es en la que la planta concentrará sus raíces y de la que se alimentará.
- El mantenimiento de un nivel óptimo de humedad en el suelo implica una baja tensión de agua en el mismo. El nivel de humedad que se mantiene en el suelo es cercano a la capacidad de campo, lo cual es muy difícil de conseguir con otros sistemas de riego, pues habría que regar diariamente y se producirían encharcamientos y asfixia radicular.
- Requiere un abonado frecuente, pues como consecuencia del movimiento permanente del agua en el bulbo, puede producirse un lavado excesivo de nutrientes.
- Utiliza pequeños caudales a baja presión.
- Se opera con la frecuencia necesaria para lograr un alto contenido de humedad en el suelo (riego de alta frecuencia).
- Posibilidad de aplicación de otros productos químicos utilizando la infraestructura de riego. Estos productos pueden tener funciones de correctores, desinfectantes del suelo, herbicidas, nematicidas, fungicidas, reguladores de crecimiento, etc.[3]

#### Ventajas de los sistemas de riego presurizados

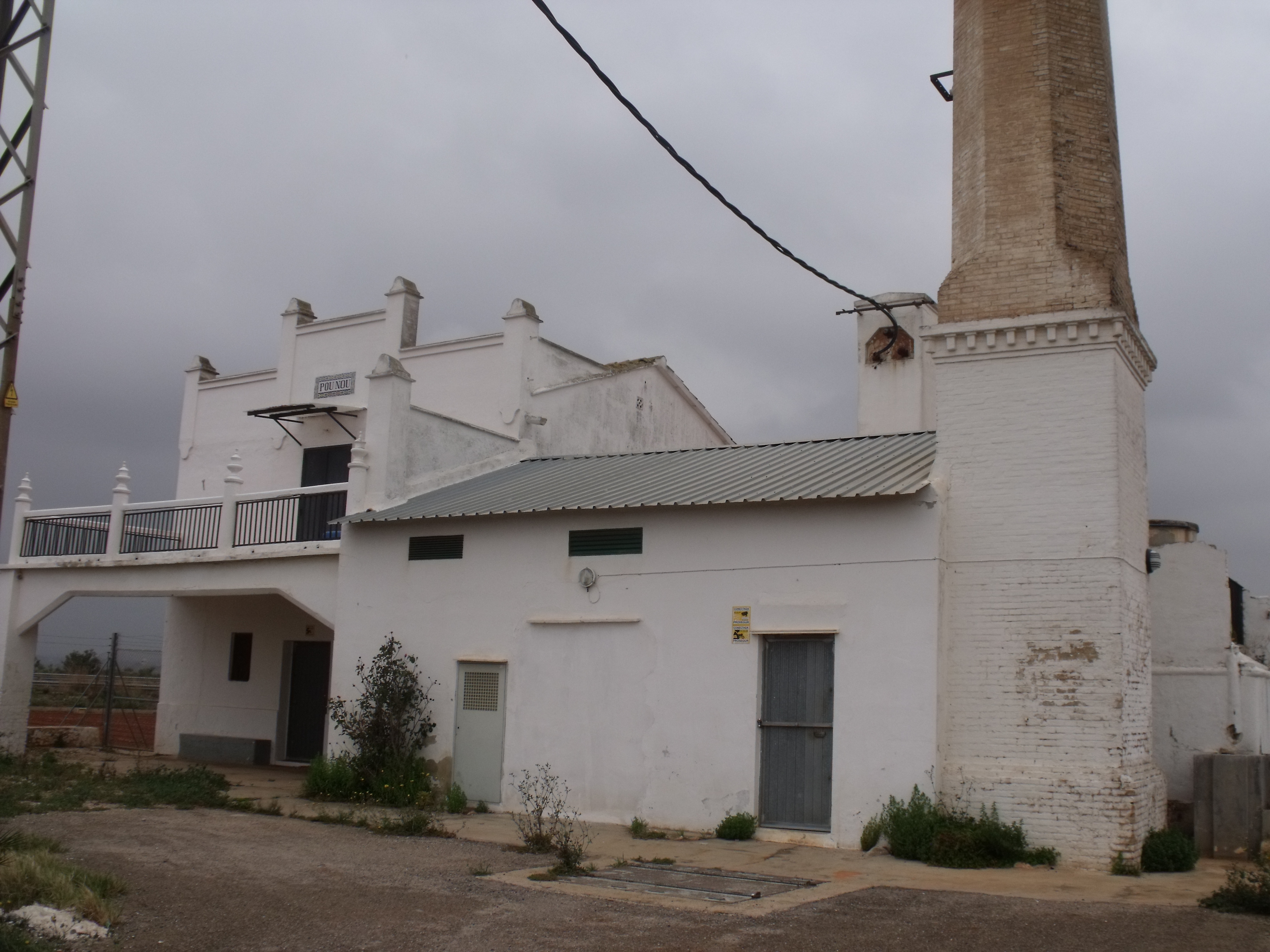
Pou Nou en Catarroja. Este pozo utilizó un motor de vapor —de ahí la chimenea— y fue posteriormente electrificado —obsérvense los cables de suministro—.

- Ahorro de mano de obra. Esto ocurre debido a que el sistema generalmente es automatizado o semiautomatizado.
- Posibilidad de regar en cualquier tipo de topografía y espesores pequeños de suelo. Control adecuado de la aplicación y la distribución del agua en el suelo. Posibilidad de usar aguas con alto contenido de sales.
- No existe interferencia a causa de los vientos, como en el sistema de riego por aspersión.
- Se eliminan completamente los canales y acueductos de distribución usadas en riego por gravedad y se aumenta la superficie útil.
- Del riego localizado se obtienen algunos beneficios agronómicos, tales como:
- Se facilita el control de las malas hierbas en el terreno, debido a que hay partes del mismo que no se mojan.
- Aumento en la producción y calidad de los frutos, ya que se mantiene un bajo esfuerzo de humedad del suelo durante todo el ciclo del cultivo.
- Riego continuo del cultivo durante un tiempo prolongado sin que esto traiga problemas de asfixia radicular.
- Fertilización a través del agua de riego, aumentando la eficiencia, la localización y dosis de los abonos. De esta misma manera se pueden aplicar otros productos agroquímicos.
- Permite realizar, simultáneamente al riego, otras labores culturales, ya que al haber zonas secas, no se presenta obstáculo para desplazarse sobre el terreno.
- Evita la lixiviación de los nutrientes del suelo y el control sanitario se reduce notablemente.

#### Desventajas de los sistemas de riego presurizados
- El costo inicial de adquisición es elevado, dependiendo del cultivo, topografía y el grado de automatización que se quiera del equipo.
- El taponamiento de los emisores (goteros principalmente) debido a que su área de salida es bastante reducida. Esto está relacionado directamente con la filtración y la calidad química del agua.
- En caso de utilizar aguas con alto contenido de sales periódicamente sin realizar lavados al final de cada ciclo, el suelo corre el peligro de salinizarse a corto o mediano plazo.
- Requiere que los usuarios tengan conocimientos en el manejo adecuado del equipo instalado.
- No es recomendable su utilización en cultivos de cobertura total.

## Impacto ambiental

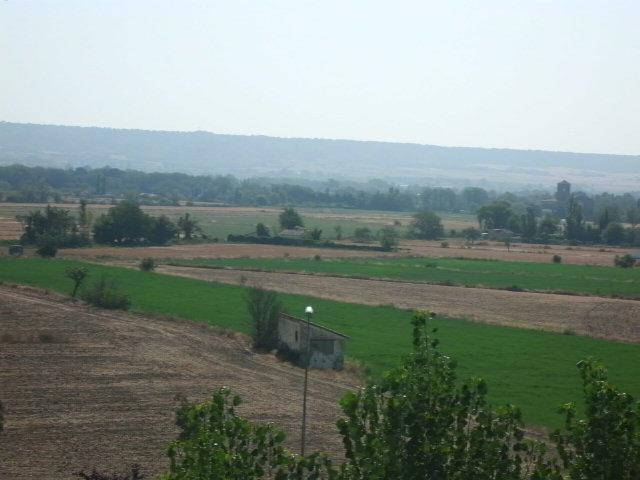
Diferencias entre cultivos de secano y regadío en pleno verano en el clima mediterráneo